# Musseque
Musseque(mn. musseques) su sirotinjska divlja naselja u Angoli. Osobito se to odnosi na naselja oko Luande. Slična su favelama u Brazilu i caniçosima u Mozambiku.

## Etimologija
Riječ dolazi iz bantu jezika kimbundua i kovanica je od dviju riječi: mu = mjesto i seke = pijesak, pri čemu  seke izvorno znači crveno, pa se odnosi na crveni pijesak iz okolice Luande.

## Povijest
Nastajala su otkako se industrijalizirala Luanda 1962. godine. Otad je sve više stanovnika iz zaleđa doselilo u glavni grad. Prema podrijetlu su se naselili u mussequese. Izbijanjem angolskog rata za neovisnost 1975. godine pojačao se dotok ljudi u nekoliko gradova te je nastalo još više i još većih četvrti nevoljne sirotinje. (de:Elend).
Angolski intelektualci, naimence pjesnik Viriato da Cruz kodificirao je koncept angolstva 1948. kao literarni pokret sloganom, a koji je podupirao časopis A Mensagem. Pisac iz literarnog pokreta "Otkrijmo Angolu!" (port. Vamos Descobrir Angola), poslije predsjednik Angole Agostinho Neto identificirao je i istakao živu kulturu mussequesa. kao protustavku gledanja kolonijalne vlade na njih kao krajnje jadna, prljava, nesigurna, neugodna, zapuštena mjesta puna zločina.
Mussequi se dijele u četiri kategorije: musseque antigo, musseque ordenado, musseque em transição i musseque periférico.

## Vanjske poveznice
- Case study Luanda, Angola (PDF) (eng.)
- Os musseques de Luanda  Arhivirana inačica izvorne stranice od 26. kolovoza 2019. (Wayback Machine) (PDF) (port.)